# Solieria profuga
Solieria profuga là một loài ruồi trong họ Tachinidae.